# Dacii (scriere)
Cartea Dacii este o lucrare istoriografică a lui Hadrian  Daicoviciu despre istoria și civilizația geto-dacă. Cartea, apărută în 1965 la Editura Științifică, București, are 262 de pagini și include texte, hărți, fotografii de urme și piese arheologice și în natură, schițe arheologice. Perioada de timp la care se referă în mod concret acoperă o întindere de peste 1000 de ani, începând cu sec. VII, VI î.e.n. și terminând cu sec. V, VI e.n. Limbajul folosit este destul de accesibil, dar lucrarea este destul de competentă pentru a fi considerată o lucrare istoriografică de înaltă calitate, mai ales prin bogăția de date adunate și întrebuințate de autor pentru a reliefa complexa civilizație a dacilor.

## Capitole cuprinse
- Capitolul I: Cei mai viteji și mai drepți dintre traci

1. Cine sînt daco-geții?
2. Limba daco-geților
3. Înfățișarea și portul geto-dacilor

- Capitolul II: Pe calea către închegarea statului

1. Cele două vîrste ale fierului
2. Geto-daci și greci în prima vîrstă a fierului
3. Elemente de cultură spirituală

- Capitolul III: Burebista

1. Munții Orăștiei - nucleul statului dac
2. „Cel dintîi și cel mai mare rege din Tracia”
3. Originile puterii lui Burebista
4. Caracterul statului dac

- Capitolul IV: Dacia de la Burebista la Decebal

1. Soarta statului dac transilvănean
2. Ce se întâmplă în restul Daciei?
3. Romanii cuceresc Dobrogea
4. Daci și romani înainte de Decebal

- Capitolul V: Călătorie prin inima Daciei

1. Prin cetățile și satele dacilor
2. Bogăția așezărilor dacice
3. Pe drumurile e negoț ale dacilor

- Capitolul VI: Cultura spirituală a daco-geților

1. Din nou Herodot
2. Monoteism sau politeism?
3. Zei și zeițe dace
4. Ritul de înmormântare
5. Au cunoscut dacii scrisul?
6. Știința la dacii lui Burebista și Decebal
7. Ce ne-a rămas din arta dacilor

- Capitolul VII: Decebal

1. Războiul din 86-89
2. Decebal în culmea puterii
3. Columna Traiană
4. Primul război dacic al lui Traian (101-102)
5. Al doilea război dacic al lui Traian (105-106)